# Eichstruth
Eichstruth – dzielnica (Ortsteil) gminy Uder w Niemczech, w kraju związkowym Turyngia, w powiecie Eichsfeld. Do 31 grudnia 2023 samodzielna gmina wchodząca w skład wspólnoty administracyjnej Uder.